# 9700 Paech
9700 Paech (3058 T-1) là một tiểu hành tinh vành đai chính.